# خانه سرپرچی
خانه سرپرچی مربوط به اواخر دوره قاجار است و در خوسف، خیابان ش مطهری، کوچه ش محمد علی عباسی واقع شده و این اثر در تاریخ ۲۵ اسفند ۱۳۷۹ با شمارهٔ ثبت ۳۴۷۱ به‌عنوان یکی از آثار ملی ایران به ثبت رسیده است.